# Szwajcaria na Letnich Igrzyskach Olimpijskich 1988
Szwajcarię na Letnich Igrzyskach Olimpijskich 1988 reprezentowało 99 zawodników, 72 mężczyzn i 27 kobiet. Reprezentacja zdobyła cztery medale: dwa srebrne i dwa brązowe, co dało jej 33. miejsce w klasyfikacji.

## Medale
| Medal  | Zawodnik                                                             | Dyscyplina    | Konkurencja              |
| ------ | -------------------------------------------------------------------- | ------------- | ------------------------ |
| Srebro | Otto Hofer Daniel Ramseier Samuel Schatzmann Christine Stückelberger | Jeździectwo   | Ujeżdżenie drużynowo     |
| Srebro | Ueli Bodenmann, Beat Schwerzmann                                     | Wioślarstwo   | Dwójka podwójna          |
| Brąz   | Christine Stückelberger                                              | Jeździectwo   | Ujeżdżenie indywidualnie |
| Brąz   | Werner Günthör                                                       | Lekkoatletyka | Pchnięcie kulą           |